# Dinxperlo
Dinxperlo (Nedersaksisch: Dinsper of Dinxper) is een plaats in de gemeente Aalten in de Achterhoek, in de Nederlandse provincie Gelderland. Dinxperlo heeft 7.235 inwoners (per 1 januari 2023).

## Ligging en grens

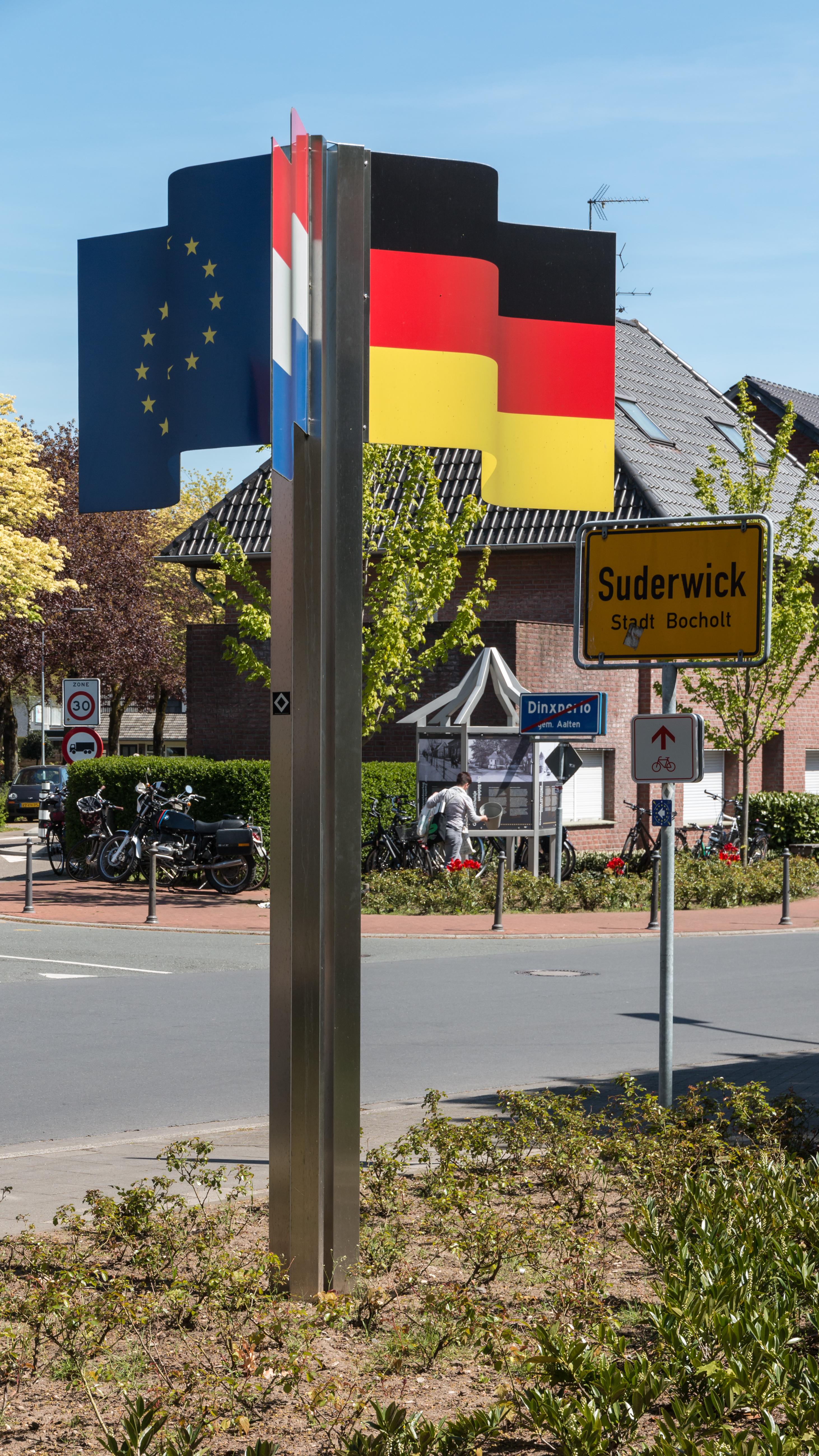
Vlaggen-sculptuur

Dinxperlo ligt pal op de grens met Duitsland. Het vormt met het Duitse plaatsje Suderwick een aaneengesloten bebouwing (tweelingdorp) waar de grens dwars doorheen loopt. Deze grens volgt grotendeels de Heelweg, die tot aan het trottoir aan de overkant Nederlands grondgebied is en waarvan de huizen oneven genummerd zijn, en die aan de Duitse kant Hellweg genoemd wordt, met even nummers. Desondanks is het verschil in ruimtelijke inrichting (bijvoorbeeld de huizenstijl en het type lantaarnpalen) al direct onmiskenbaar. Tot aan de verdragen van Schengen waren er twee grensposten, maar al lang daarvóór, met uitzondering van de Tweede Wereldoorlog, was de grens hier tamelijk poreus. Begin 20e eeuw werd de geringe breedte van het Duitse deel van de weg als een probleem ervaren omdat voetgangers die zich daarop begaven met goederen bij zich, mogelijk per ongeluk op Nederlands grondgebied terecht zouden komen.
Naast het Nederlands en het Duits spreekt of sprak men aan beide zijden van 'de streep' een gemeenschappelijk dialect dat een variant is van het Nedersaksisch. Suderwick ontstond in de 13e eeuw als een uitbreiding van Dinxperlo (de zuidelijke wijk) en zijn inwoneraantal was altijd ongeveer 20% van het totaal.
Verder naar het westen wordt de grens gevormd door de rivier de Aa-strang. In de eerste helft van de 20e eeuw was Dinxperlo aangesloten op het landelijke spoorwegnet door de spoorlijn Varsseveld - Dinxperlo.

## Geschiedenis

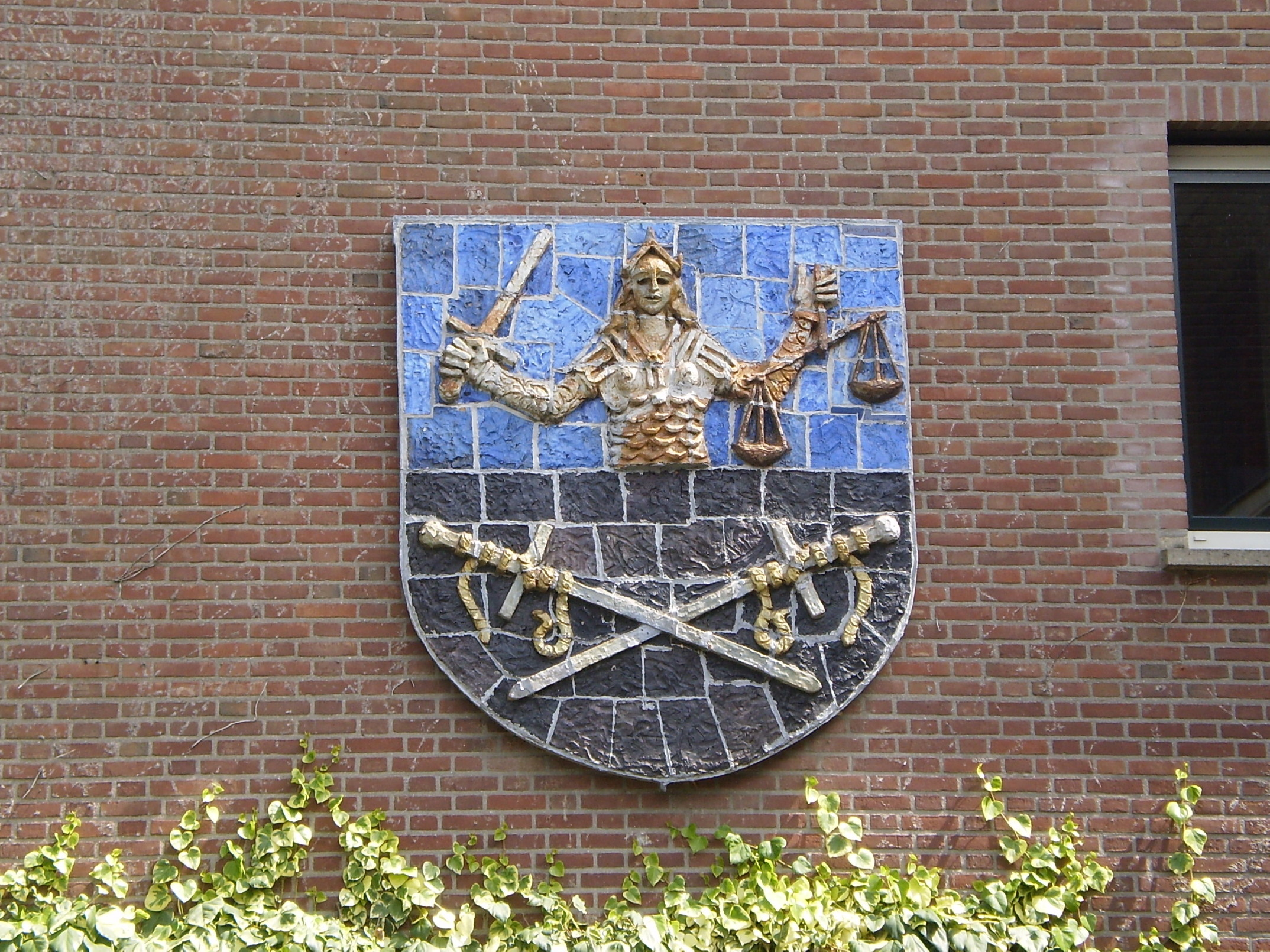
Reliëf wapen Dinxperlo aan voormalig gemeentehuis

De naam Dinxperlo is waarschijnlijk afgeleid van dingspel en loo. Vroeger zou op deze plek een gerechtsplaats (dingspel) zijn geweest en loo zou wijzen op een bos. Het wapen van de voormalige gemeente Dinxperlo bevat een afbeelding van vrouwe Justitia.
Tussen de jaren 500 en 800 vestigden boeren zich op de hoger gelegen zandruggen in Dinxperlo, Suderwick en de Hoge Heurnseweg tot voorbij hoeve Ormel. In die tijd was de streek rondom het huidige Dinxperlo een water- en bosrijk gebied, afgewisseld door ontoegankelijke moerassen. Dwars door dat gebied lag sinds oude tijden de Heelweg, een handelsweg, die over die hoger gelegen zandruggen de enige mogelijkheid bood om zich te verplaatsen. Deze weg liep van Bocholt via de Regniet langs de Keppelhof, een hof omringd met een gracht. Rondom deze hof (een leengoed van het Bisdom Münster, in bezit van de heren van Anholt) ontstond een nederzetting. Daaromheen lagen diverse katersteden, daarbuiten markegronden van hoge ouderdom die onder de heerlijkheid Bredevoort vielen.  
De Heelweg vormde tevens de parochiegrens tussen de parochies van Aalten en Bocholt. Tussen 1260 en 1281 werd in Dinxperlo een kerk gebouwd.  Dinxperlo was na het einde van Graafschap Lohn tweeherig geworden. In 1443 verbood de heer van Anholt burgers nog langer diensten te verlenen voor de heer van Bredevoort. Burgers die daaraan gehoor gaven werden op hun beurt echter gevangengezet op het kasteel Bredevoort. In 1492 erfde Everwijn II van Bentheim-Steinfurt de heerlijkheid Bredevoort toen Hendrik IV van Gemen overleed. Everwijn liet twintig boerderijen aanwijzen die onder Anholt zouden gaan vallen, de overige onder Bredevoort. Echter, tijdens het bestuur van Maarten van Rossum en Jacob ten Starte werden de Anholtse boeren niet ontzien van herendiensten, zij moesten daardoor diensten voor beide heren verrichten. In 1562 kwam een einde aan deze tweeherigheid toen Diederik van Bronckhorst-Batenburg, heer van Anholt pandheer van Bredevoort werd. 

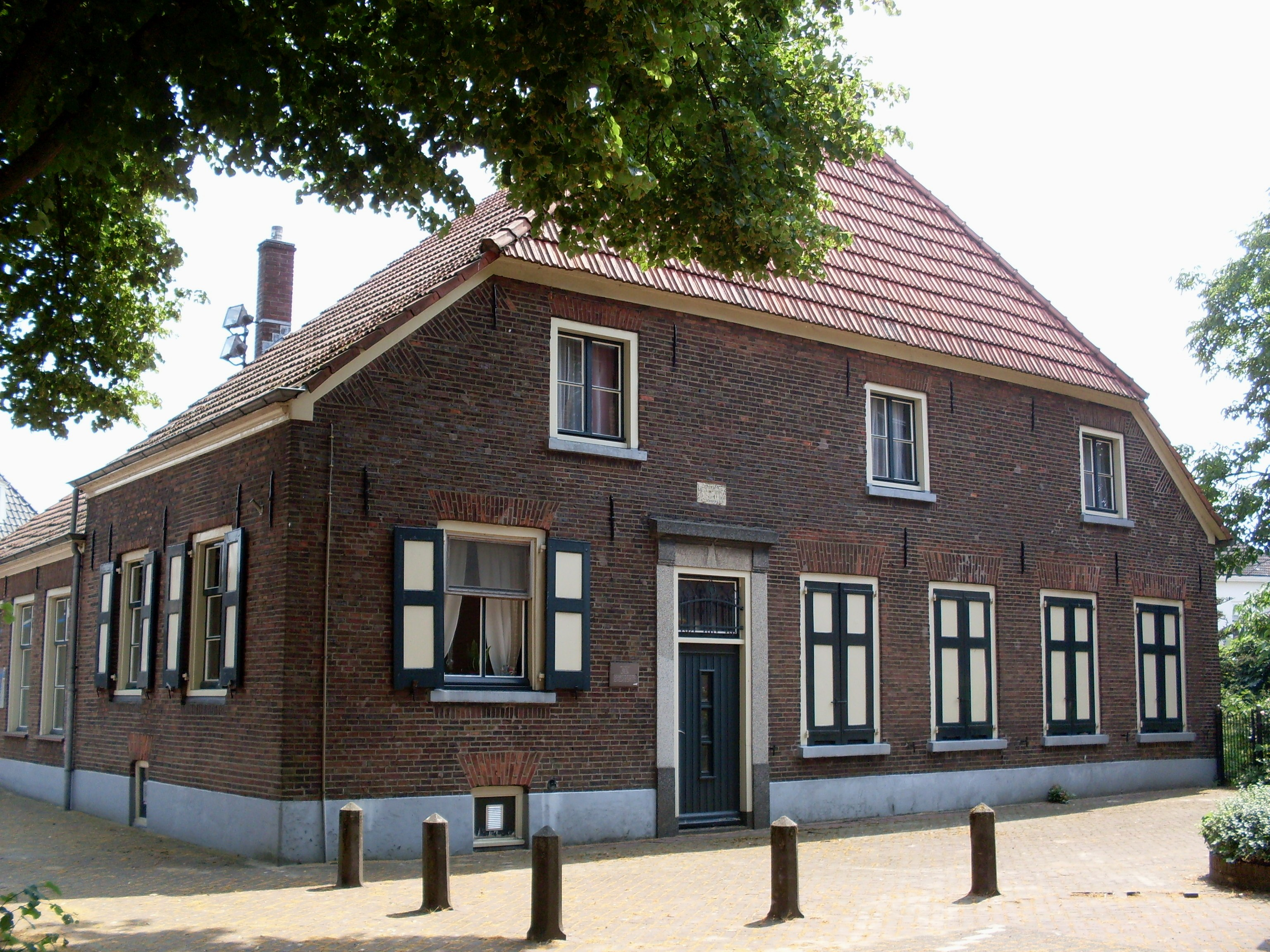
Het Dames te Beesthuis, een 17e-/18e-eeuws rijksmonument

De keppelhof werd verwoest tijdens de Tachtigjarige Oorlog. Tijdens deze oorlog werd het dorp met enige regelmaat geplunderd, ondanks de betalingen om dat te voorkomen. Tevens werden inwoners gegijzeld voor losgelden. In de jaren 80 van de 16e eeuw werden door de staatsen grote sommen geld, veestapels en bezittingen geroofd, door de ontstane armoede moest veel grond worden ontgonnen. Na 1700 was er een sterke bevolkingsgroei en werd de Westerheurne in cultuur gebracht.
Uit het kerkarchief van Dinxperlo blijkt dat in de 18e eeuw enige scheepvaart op de Aa-strang heeft plaatsgevonden. Vanuit het Münsterse werden goederen naar Doesburg verscheept. In 1860 blijken in Dinxperlo 164 huizen en een school te staan, bewoond door 801 personen. In Suderwick stond een windmolen. De bewoners waren merendeels boeren, die 's winters een nevenambacht beoefenden als wever of klompenmaker.
Hennepteelt was een voorname bron van inkomsten. Dinxperlo was het centrum van de hennepteelt als leverancier aan touwslagerijen en fabrikanten van zeildoek in Doetinchem, Zutphen, 's-Heerenberg en het Land van Kleef. Hennep werd verbouwd op de beste grond en vergde zware bemesting. Het moest daarna geroot worden. Jaarlijks werd op 21 september de hennepmarkt gehouden waar in 1825 nog ongeveer 25.000 kilo hennep verhandeld werd, waarvan 10.000 kilo in Dinxperlo geteeld was. Na 1850 was de hennepteelt in Dinxperlo verdwenen.
Tot de gemeentelijke hervormingen van 1811 viel Dinxperlo bestuurlijk onder de heerlijkheid Bredevoort. Vroeger lag ten westen van Dinxperlo ook een buurtschap Het Beggelder, dat thans gedeeltelijk onderdeel is van de kern Dinxperlo, deels buitengebied. Tot 1 januari 2005 was Dinxperlo evenals Aalten een zelfstandige gemeente, daarna werden beide gemeentes samengevoegd tot één nieuwe gemeente met de naam Aalten. Dit was tot ongenoegen van de gemeente Dinxperlo, die liever versterking van de eigen samenwerking met Suderwick had gehad. Het andere dorp dat deel uitmaakte van de gemeente Dinxperlo, is De Heurne.

### Oorlogsgeschiedenis
In de jaren voor de Tweede Wereldoorlog was Dinxperlo een toevluchtsoord voor Joden uit Duitsland, niet in de laatste plaats door toedoen van burgemeester Hendrik Jan Verbeek. Toen de oorlog was uitgebroken bleek Dinxperlo de belangrijkste doorvoerroute voor de geallieerden richting het noorden. Dagenlang reden er non-stop tanks over de twee bruggen over de Aa-strang. Het dorp zelf lag zwaar onder vuur in 1945 en werd beschoten met ruim 39.000 granaten. Veel oude gebouwen zijn in die tijd dan ook verwoest. Dinxperlo en Suderwick waren in de oorlogsjaren met een hek van prikkeldraad doorsneden, om smokkel te voorkomen. Tussen 1949 en 1963 stond het westelijk deel van Suderwick onder de naam Zuiderwijk onder bestuurlijk toezicht van gemeente Dinxperlo, in het kader van de Nederlandse annexatie van Duits grondgebied na de Tweede Wereldoorlog.

## Gezamenlijke toekomst
Sinds 1999 heeft Dinxperlo een gedeeld Nederlands-Duits politiebureau. Dinxperloërs gebruiken Duits drinkwater, Suderwick is daarentegen aangesloten op Nederlandse riolering. Suderwickse kleuters gaan naar de Nederlandse basisschool. Verder kennen Dinxperlo en Suderwick een grensoverschrijdende woonzorgzone aan de Heelweg/Hellweg. Deze zone bestaat onder meer uit een verpleeghuis in Nederland en een woonvorm in Duitsland die met elkaar zijn verbonden door een ontmoetingsplek die de straat overbrugt. De woonzorgzone werd op 16 januari 2009 geopend door prinses Margriet en Andreas Krautscheid, minister voor Europese Zaken van de Duitse deelstaat Noordrijn-Westfalen.

## Bezienswaardigheden
- Centrale blikvanger in het dorp is de 16e-eeuwse gotische Sint-Liboriuskerk (in gebruik door de Protestantse Gemeente).
- Het kleinste kerkje van Nederland, genaamd "De Rietstap" (ingericht als expositieruimte).
- De vrijdagmarkt, die wekelijks veel bezoekers trekt uit de wijde omgeving, vooral uit Duitsland.
- Grenslandmuseum
- Welinkbos
- Heuvel Brüggenhütte, een voormalige vuilstort die een wandelgebied vormt met uitzicht over Nederland en Duitsland.

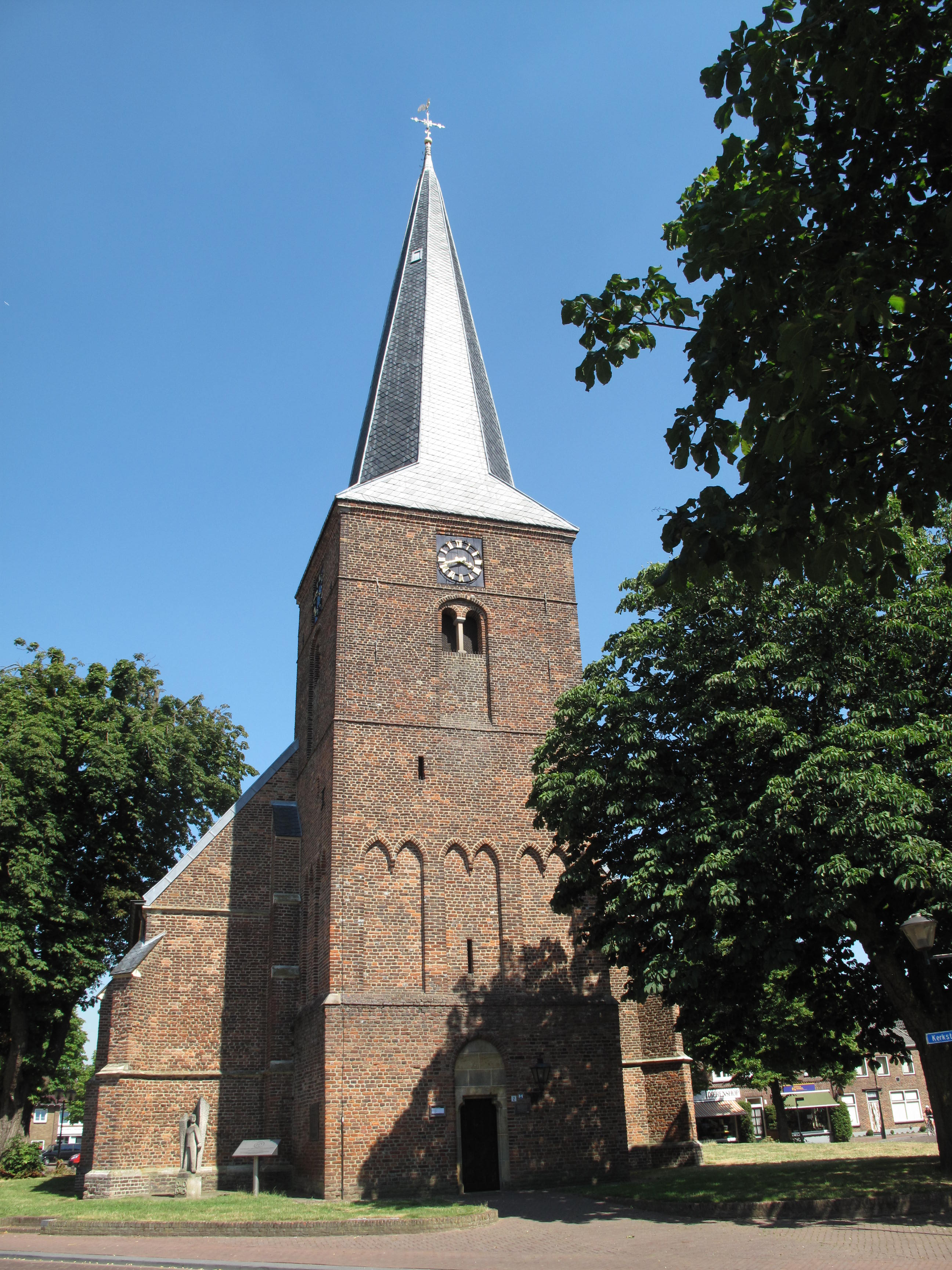
Sint-Liboriuskerk
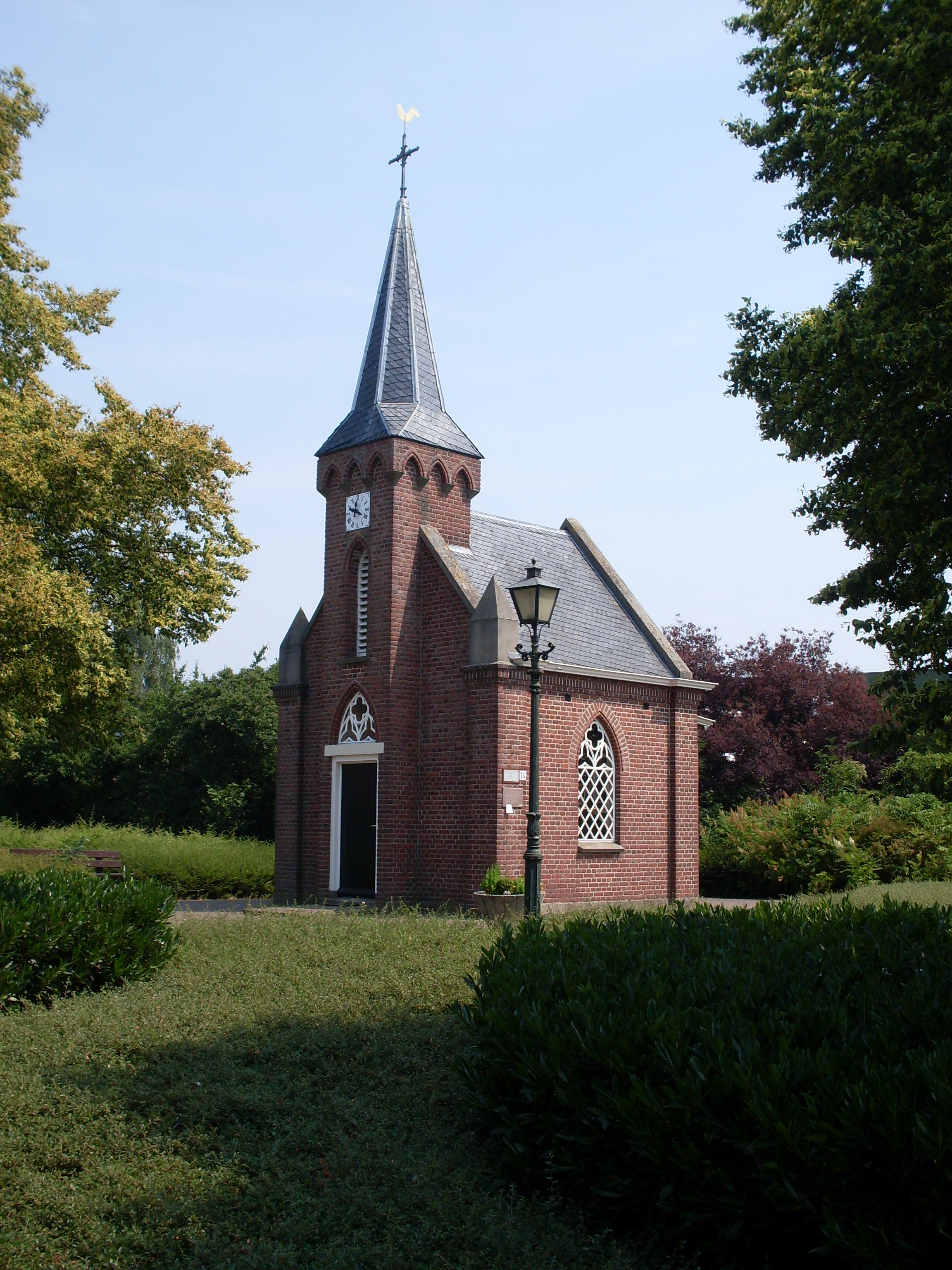
De Rietstap, "kleinste kerkje van Nederland"
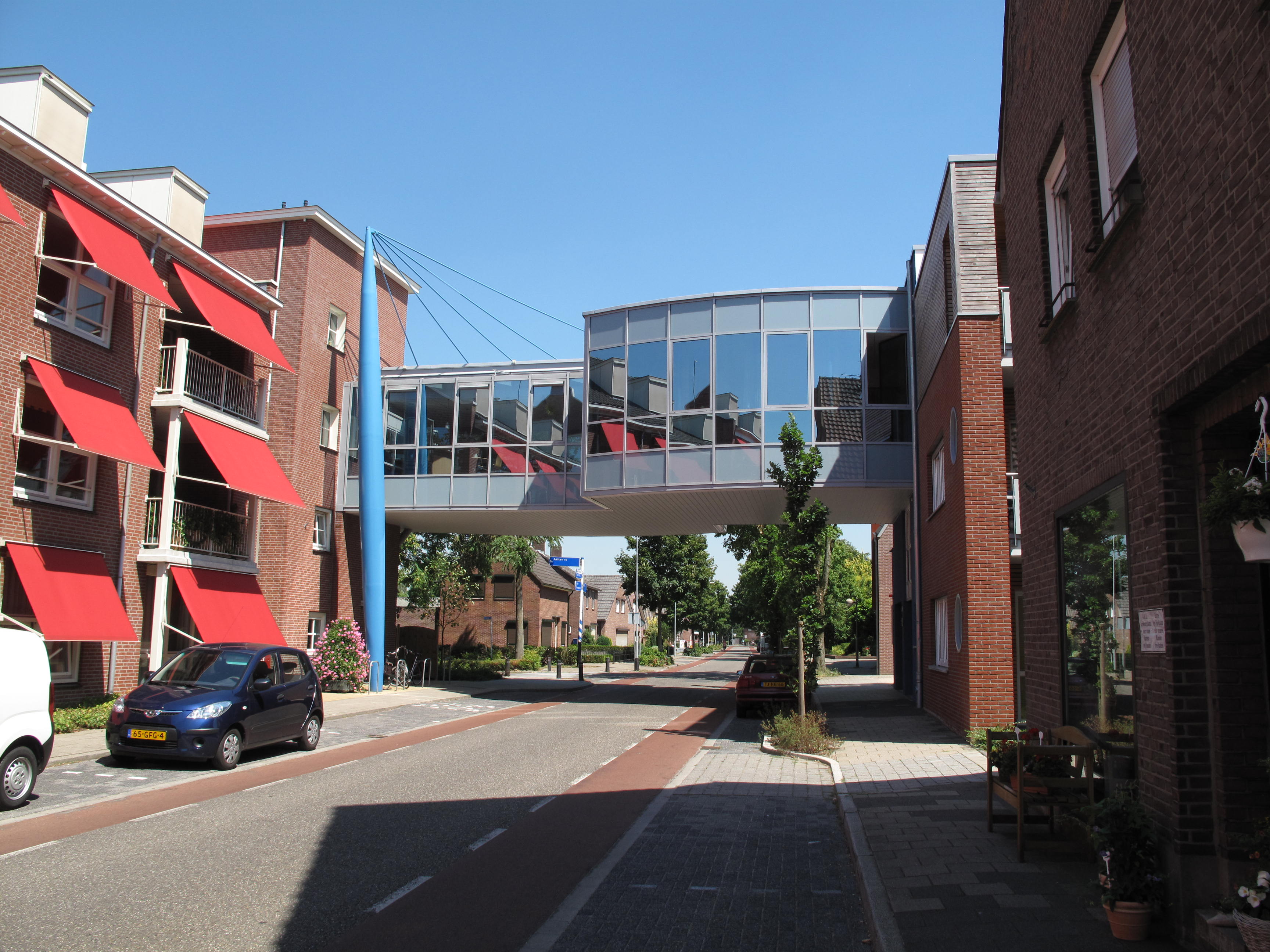
Links Heelweg in Dinxperlo, rechts (trottoir) Hellweg in Suderwick. Op de achtergrond: grensoverschrijdende woonzorgzone
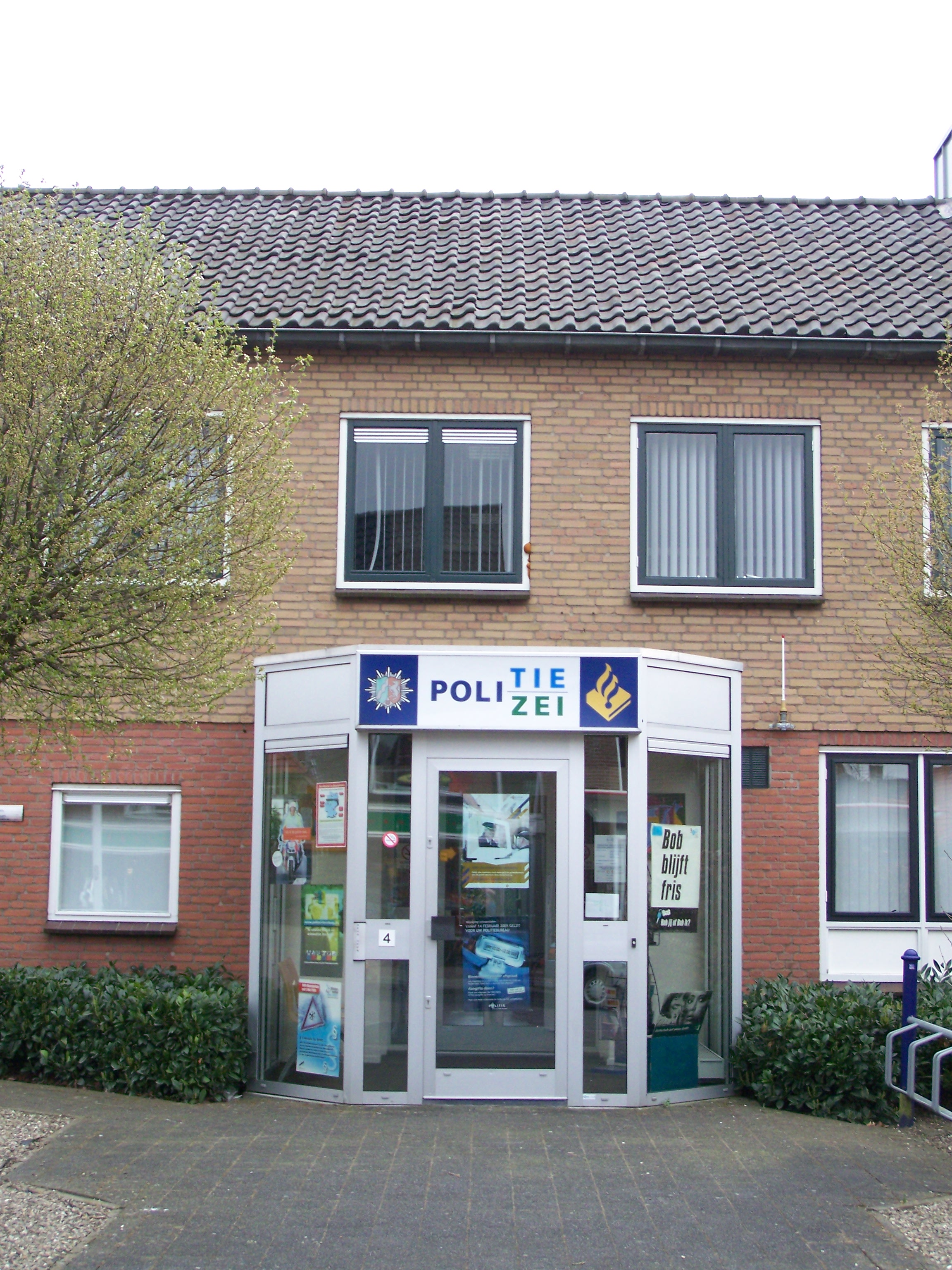
Gezamenlijk Nederlands-Duits politiebureau
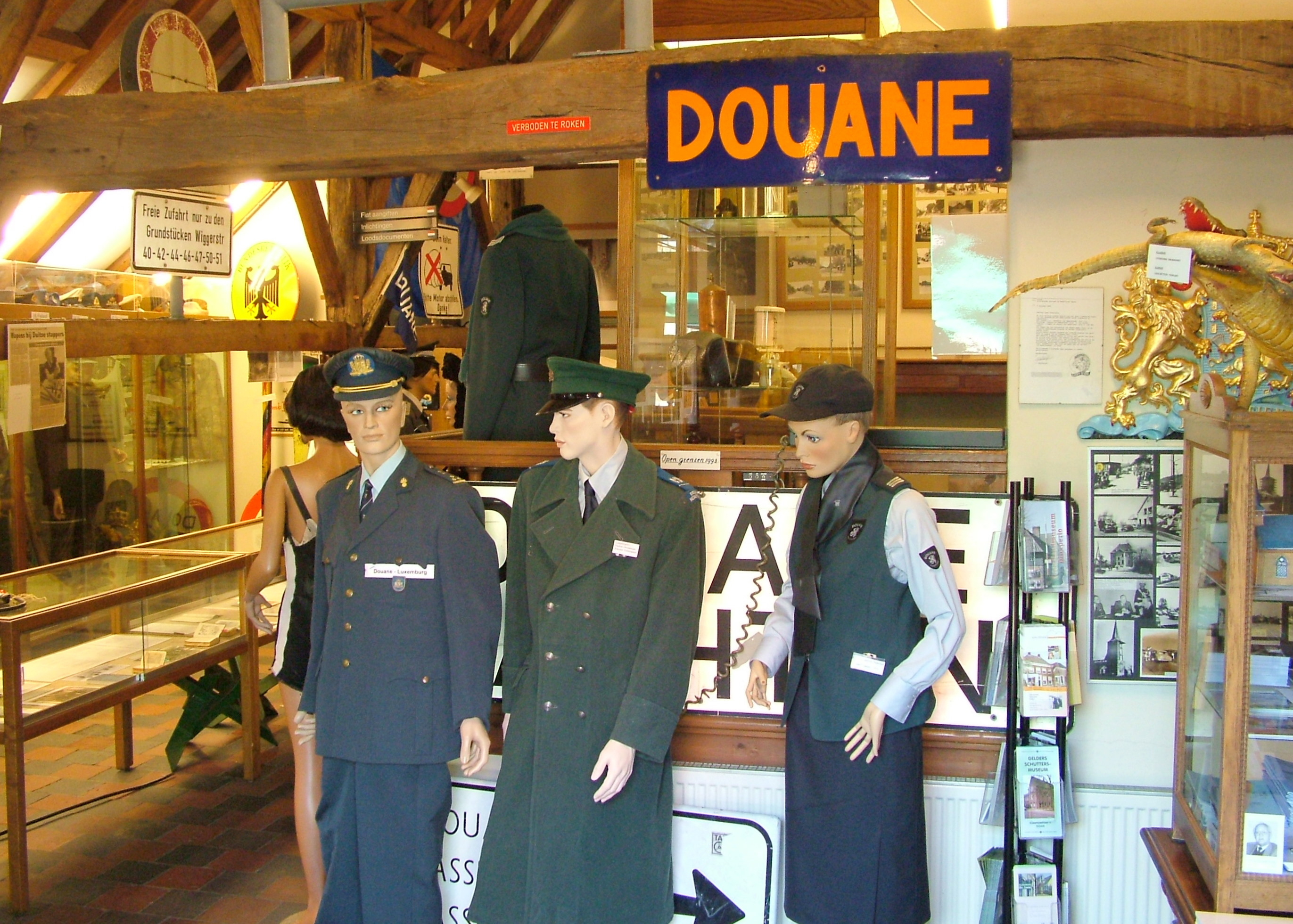
Grenslandmuseum

## Sportverenigingen in Dinxperlo
Dinxperlo kent een aantal sportverenigingen: Schutterij Eendracht Maakt Macht is de oudste vereniging binnen de gemeente. Voetbalvereniging FC Dinxperlo, tennisvereniging T.V. De Rietstap, omnisportvereniging DIOS met afdelingen voor gymnastiek, badminton, dynamic tennis en volleybal, wielervereniging WTC Dinxperlo. Ook zijn er een survivalvereniging en een fitnesscentrum. 

## Media
Onder de naam DinxperFM is voor Dinxperlo en omgeving een non-profit internetradiostation actief met nieuws en informatie, naast veel muziek. De zender wordt beheerd door de Stichting Dinxperlo Mediabeheer.

## Bekende Dinxperloërs
- Hans Focking, artistiek ondernemer
- André Hulshorst, voetballer
- Bernardus IJzerdraat, verzetsstrijder uit de Tweede Wereldoorlog
- Laura van Kaam, winnares The Voice Kids (seizoen 2)
- Derk Hendrik Keuper, dialectschrijver en voordrachtskunstenaar
- Hans Keuper, streektaaltroubadour
- Aniek van Koot, rolstoeltennisster
- Hans Martijn Ostendorp, voormalig burgemeester van Bunnik
- Rocco Ostermann, muzikant
- Eduard Schreur, voetballer
- Sandy Schreur, voetballer